# (4437) Ярошенко
(4437) Ярошенко (лат. Yaroshenko) — типичный астероид главного пояса, открыт 10 апреля 1983 года советским астрономом Людмилой Черных в Крымской астрофизической обсерватории и 27 июня 1991 года назван в честь художника Николая Ярошенко.

## Обнаружение и именование
(4437) Ярошенко
Открыт 10 апреля 1983 года в Научном Л. И. Черных.
Назван в память об известном русском живописце Николае Александровиче Ярошенко (1846—1898), члене и одном из руководителей российского Товарищества передвижных художественных выставок XIX века.
Оригинальный текст (англ.)4437 Yaroshenko
Discovered 1983-04-10 by Chernykh, L. I. at Nauchnyj.
Named in memory of Nikolaj Aleksandrovich Yaroshenko (1846—1898), well-known Russian painter, a member and one of the leaders of the nineteenthcentury Russian Society of Traveling Art Exhibitions.
Источники: DISCOVERY.DB; M.P.C. 18458.

## Орбита

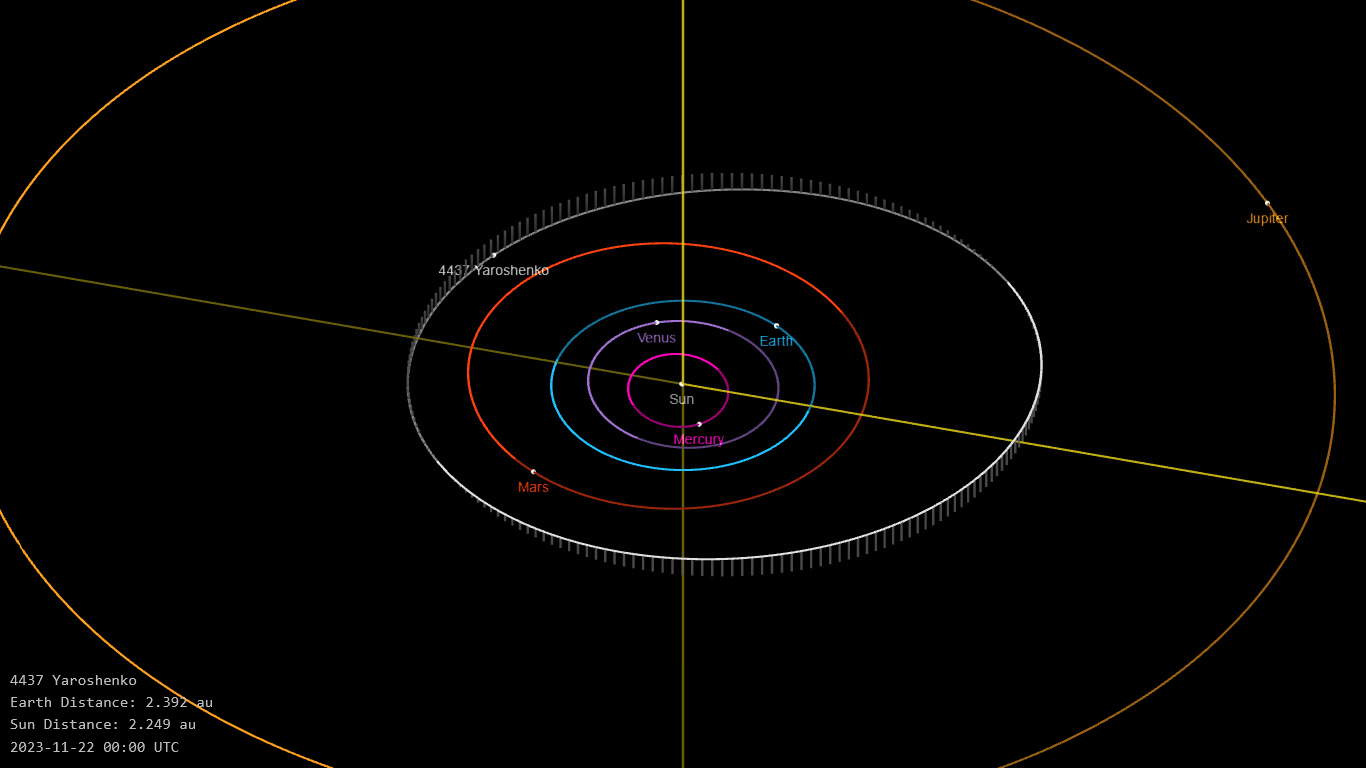
Орбита астероида Ярошенко и его положение в Солнечной системе

## Физические характеристики
Из наблюдений телескопа VISTA следует, что астероид относится к таксономическому классу Kl.
По результатам наблюдений в видимом и ближнем инфракрасном диапазоне космического телескопа NEOWISE диаметр астероида оценивался равным 4,744±0,216 км. Согласно тем же источникам альбедо оценивается как 0,5953±0,0769 и 0,595±0,077.